# کلاته سادات بالا (میامی)
کلاته سادات بالا روستایی در دهستان فرومد بخش مرکزی شهرستان میامی استان سمنان ایران است.

## جمعیت
بر پایه سرشماری عمومی نفوس و مسکن در سال ۱۳۹۵ جمعیت این روستا ۱۸ نفر (۷خانوار) بوده‌است.